# Óscar Míguez
Óscar Omar Míguez Antón, detto Cotorra (Montevideo, 5 dicembre 1927 – Montevideo, 19 agosto 2006) è stato un calciatore uruguaiano, di ruolo attaccante.
È il miglior marcatore della nazionale uruguaiana nei campionati mondiali (8).

## Carriera

### Club
Cresciuto nel Sud América, Míguez giocò nel Peñarol tra il 1948 e il 1959, vincendo 6 titoli nazionali e due volte il titolo di capocannoniere. Successivamente giocò in Perù con lo Sporting Cristal nel 1960, mentre l'anno seguente tornò in patria al Rampla Juniors e terminò la carriera con la maglia del Colón di Montevideo.

### Nazionale
Con la Nazionale uruguaiana ha partecipato ai Mondiali 1950 e Mondiali 1954, dove ha ottenuto una vittoria e un quarto posto. Nel 1950 Míguez segnò 5 reti in 4 partite, realizzando una tripletta contro la Bolivia (8-0) e una doppietta negli ultimi 15 minuti contro la Svezia che fissò il risultato sul 3-2 per i sudamericani. Nel 1954, invece, segnò 3 reti, una contro la Cecoslovacchia (2-0) e due contro la Scozia (7-0). In totale ha realizzato 8 gol ai Mondiali, record per un calciatore uruguaiano.
Nel 1955 e nel 1956 prese parte al Campeonato Sudamericano de Football. Nella prima occasione collezionò 5 presenze e 3 gol concludendo il torneo al quarto posto, mentre nel 1956 l'Uruguay, padrone di casa, vinse la manifestazione e Míguez nuovamente scese in campo in 5 occasioni realizzando 3 reti.

## Scomparsa
Míguez muore nel 2006 e viene sepolto nel Cimitero del Buceo, al Panteón de los Olímpicos, a Montevideo.

## Palmarès

### Club

#### Competizioni nazionali
- Campionato uruguaiano: 6

Peñarol: 1949, 1951, 1953, 1954, 1958, 1959

### Nazionale
- Campionato mondiale: 1

Brasile 1950
- Campeonato Sudamericano de Football: 1

Uruguay 1956

### Individuale
- Capocannoniere del campionato uruguaiano: 2[1]

1948 (8 gol), 1949 (20 gol)